# Konfessionskundliches Institut
Das Konfessionskundliche Institut des Evangelischen Bundes in Bensheim ist die größte ökumenewissenschaftliche Forschungsstelle im deutschsprachigen evangelischen Bereich. Es ist eine Einrichtung des Evangelischen Bundes e. V., Arbeitswerk der Evangelischen Kirche in Deutschland (EKD), und hat seinen Sitz in Bensheim (Hessische Bergstraße).

## Entstehung
Auf Betreiben des späteren Präsidenten des Evangelischen Bundes und Kirchenpräsidenten der Evangelischen Kirche in Hessen und Nassau, Wolfgang Sucker, wurde das Konfessionskundliche Institut 1947 als wissenschaftliche Arbeitsstätte des Evangelischen Bundes im südhessischen Bensheim an der Bergstraße gegründet. 1967 wurde es von seinem Gründungsort im Metzendorf-Viertel in ein modernes Dienstgebäude in der Weststadt verlegt. Seit 2007 befindet es sich wieder in der historischen Villa Brunnengräber, die seit 2005 nach dem Institutsgründer den Namen Wolfgang-Sucker-Haus trägt.

## Zielsetzung
Das Motto des Konfessionskundlichen Instituts lautet: „Den Nächsten kennen wie sich selbst“.

## Struktur
Das Themenspektrum der Ökumene und Konfessionskunde, der Konfessionen und Kirchen bearbeitet das Konfessionskundliche Institut durch verschiedene Fachreferate.
- Catholica (Martin Bräuer)
- Orthodoxie (Dagmar Heller)
- Anglikanismus und Weltökumene (Miriam Haar, Jonathan Reinert)
- Freikirchen (Lothar Triebel)
- Konfessionsübergreifende Fragen und Publizistik (Dominik Koy)
- Externer Mitarbeiter: Dirk Spornhauer (Pfingstbewegung), Hanne Lamparter (Weltökumene), Maria Gotzen-Dold (Orthodoxie)

Leiterin des Konfessionskundlichen Instituts ist die Wissenschaftliche Referentin für Orthodoxie Dagmar Heller.

## Aufgaben
Das Institut ist in vielfältiger Weise im Bereich Konfessionskunde und Ökumene tätig. Die Hauptaufgaben des Instituts sind:
- Forschen: Das KI erforscht aktuelle Entwicklungen in den verschiedenen christlichen Konfessionen und fördert den Austausch zwischen akademischer Theologie und kirchlicher Praxis.
- Lehren: Das KI bietet Fort- und Weiterbildungskurse und Seminare zu konfessionskundlichen Themen für Pfarrer, Religionslehrer, interessierte Gemeindeglieder und Studierende.
- Beraten: Das KI berät Kirchenleitungen und kirchliche Entscheidungsträger, landeskirchliche Ökumenebeauftragte, Ökumenische Gremien, den Evangelischen Bund sowie Gemeinden und Einzelpersonen.

Das Institut leistet dies durch:
- Wissenschaftlich fundierte Urteilsbildung aus evangelischer Perspektive
- Sachliche und differenzierte Beobachtung von Entwicklungen in Leben, Lehre und Ethos von Kirchen und religiösen Gemeinschaften
- Langfristige und nachhaltige Wahrnehmung ökumenischer Diskurse auf deutscher, europäischer und weltweiter Ebene
- Verortung aktueller Themen in ihrer historischen Genese
- Aufzeigen prognostischer Perspektiven künftiger Entwicklungen und Herausforderungen
- Impulsgebung für ökumenische relevante Debatten und Prozesse

## Arbeit

### Regelmäßige Veranstaltungen
- Europäische Tagung für Konfessionskunde
- Fachgespräche mit Experten
- Junges Forum Orthodoxie für Studierende und Nachwuchswissenschaftler (gemeinsam mit der EKD)
- Junges Forum Anglikanismus
- Junges Forum Freikirchen
- Fortbildungen (Grund- und Aufbaukurse zu den einzelnen Konfessionsfamilien und zur Ökumene) (Es besteht die Möglichkeit das Zertifikat „Berater*in für Konfessionskunde“ zu erwerben.)

### Regelmäßige Publikationen
- Seit 1950 die Fachzeitschrift MD, Materialdienst des Konfessionskundlichen Instituts Bensheim
- Buchreihen:
  - Kirche und Konfession. ISSN 0453-929X
  - Kirche – Konfession – Religion. ISSN 2198-1507
  - Bensheimer Hefte. ISSN 0522-9014
  - Kirchen der Gegenwart.
- Das Kollegium des Konfessionskundlichen Instituts schreibt regelmäßig für die Quartalsschrift Evangelische Orientierung des Evangelischen Bundes.

## Bibliothek
Die umfangreiche Präsenzbibliothek des Instituts mit über 50.000 Bänden und mehr als 200 Fachzeitschriften und Pressediensten steht Besuchern nach Voranmeldung kostenfrei zur Verfügung. Sie ist über den Südwestdeutschen Bibliotheksverbund (SWB) recherchierbar.

## Träger
Das Konfessionskundliche Institut wird vom Evangelischen Bund, der Evangelischen Kirche in Deutschland sowie der Evangelischen Kirche in Hessen und Nassau getragen; unterstützende Mitträger sind die Evangelische Landeskirche in Baden, die Evangelische Kirche der Pfalz und die Evangelische Landeskirche in Württemberg.
Seit 2007 dient die Stiftung Bekennen und Versöhnen des Evangelischen Bundes unmittelbar der Unterstützung des Konfessionskundlichen Instituts.

## Gremien und Institutsleitung

### Kuratorium
Dem Kuratorium gehören Vertreter der am Institut beteiligten Kooperationspartner an. Es ist maßgeblich für die Zielsetzung und Leitung verantwortlich. 

### Wissenschaftlicher Beirat
Der Wissenschaftliche Beirat berät das Konfessionskundliche Institut im Hinblick auf Themen, Publikationen und Tagungen und vermittelt die Arbeit des Instituts an die Hochschulen und in die akademische Fachdiskussion. Vorsitzender ist Peter Gemeinhardt, Professor für Kirchengeschichte an der Theologischen Fakultät der Georg-August-Universität Göttingen.

### Direktoren
- Wolfgang Sucker (1947–1963)
- Joachim Lell (1963–1981)
- Reinhard Frieling (1981–1999)
- Jörg Haustein (1999–2000)
- Michael Plathow (2001–2007)
- Walter Fleischmann-Bisten (2007–2015)
- Mareile Lasogga (2015–2019)
- Dagmar Heller (seit 2020, vorher schon kommissarisch)

### Geschäftsführer
- Gerhard Beetz (1947–1984)
- Walter Fleischmann-Bisten (1984–2006)
- Alexander Gemeinhardt (2007–2013)
- Ksenija Auksutat (2014–2016)
- seit 2017 kaufmännische Geschäftsführungen

## Veröffentlichungen
Die wissenschaftliche Buchreihe Kirche – Konfession – Religion (KKR) erscheint bei V&R Unipress, herausgegeben in Zusammenarbeit mit der Evangelischen Zentralstelle für Weltanschauungsfragen. Zuletzt erschien:
- Christian Feichtinger: Das geheiligte Leben – Körper und Identität bei den Siebenten-Tags-Adventisten (= KKR 72). V&R unipress, Göttingen 2018, ISBN 978-3-8471-0795-8.
- Karl Heinz Voigt: Kirchliche Minderheiten im Schatten der lutherischen Reformation vor 1517 bis nach 2017  (= KKR 73). V&R unipress, Göttingen 2018, ISBN 978-3-8471-0803-0.
- Susanne Hennecke (Hrsg.): Karl Barth und die Religion(en) – Erkundungen in den Weltreligionen und der Ökumene (= KKR 74). V&R Unipress, Göttingen 2018, ISBN 978-3-8471-0899-3.
- Amrei Sander: Literalsinnorientierte muslimische und christliche Konvertitinnen im interreligiösen Vergleich (= KKR 75). V&R Unipress, Göttingen 2019, ISBN 978-3-8471-1070-5.
- Conrad Krannich: Recht macht Religion – Eine Untersuchung über Taufe und Asylverfahren (= KKR 76). V&R Unipress, Göttingen 2020, ISBN 978-3-8471-1181-8.
- Karl Heinz Voigt: Methodisten: Name – Deutung – Wirkung – Gestaltung (= KKR 77). V&R Unipress, Göttingen 2020, ISBN 978-3-8471-1182-5.

Die Taschenbuchreihe Bensheimer Hefte erscheint im Göttinger Verlag Vandenhoeck & Ruprecht. Sie zählt derzeit 117 Bände. Zuletzt erschienen u. a.:
- Walter Klaiber (Hrsg.): Methodistische Kirchen. Die Kirchen der Gegenwart 2 (= Bensheimer Hefte 111). Vandenhoeck & Ruprecht, Göttingen 2011, ISBN 978-3-525-87202-4.
- Paul Metzger (Hrsg.): Die Konfession Jesu (= Bensheimer Hefte 112). Vandenhoeck & Ruprecht, Göttingen 2012, ISBN 978-3-525-87203-1.
- Andriy Mykhaleyko: Die katholischen Ostkirchen. Die Kirchen der Gegenwart 3 (= Bensheimer Hefte 113). Vandenhoeck & Ruprecht, Göttingen 2012, ISBN 978-3-525-87240-6.
- Johannes Demandt (Hrsg.): Freie Evangelische Gemeinden. Die Kirchen der Gegenwart 4 (= Bensheimer Hefte 114). Vandenhoeck & Ruprecht, Göttingen 2012, ISBN 978-3-525-87242-0.
- Lothar Weiß (Hrsg.): Russlanddeutsche Migration und evangelische Kirchen (= Bensheimer Hefte 115). Vandenhoeck & Ruprecht, Göttingen 2013, ISBN 978-3-525-87241-3.
- Günter Eßer: Die Alt-Katholischen Kirchen. Die Kirchen der Gegenwart 5 (= Bensheimer Hefte 116). Vandenhoeck & Ruprecht, Göttingen 2016, ISBN 978-3-525-87243-7.
- Matthias Meyer, Peter Vogt (Hrsg.): Die Herrnhuter Brüdergemeine (Evangelische Brüder-Unität / Unitas Fratrum). Die Kirchen der Gegenwart 6 (= Bensheimer Hefte 117). Vandenhoeck & Ruprecht, Göttingen 2020, ISBN 978-3-525-82552-5.

Einzelne Arbeitshilfen behandeln spezielle Themen, z. B.:
- Taufe. Eine ökumenische Arbeitshilfe, hg. v. Konfessionskundliches Institut Bensheim / Johann-Adam-Möhler-Institut für Ökumenik Paderborn, Evangelischer Presseverlag Pfalz, Speyer 2009, ISBN 978-3-939512-14-1.
- Was eint? Was trennt? Ökumenisches Basiswissen, hg. v. Konfessionskundliches Institut Bensheim, Verlagshaus Speyer, Speyer 2010, ISBN 978-3-939512-18-9.
- Ehe. Ökumenisches Basiswissen, hg. v. Konfessionskundliches Institut des Evangelischen Bundes / Johann-Adam-Möhler-Institut für Ökumenik (Paderborn) Evangelischer Presseverlag Pfalz, Speyer 2013, ISBN 978-3-939512-54-7.

## Partner
- Johann-Adam-Möhler-Institut für Ökumenik, Paderborn
- Institut für Ökumenische und Interreligiöse Forschung, Tübingen
- Evangelische Zentralstelle für Weltanschauungsfragen, Berlin
- Ökumenisches Institut der Benediktinerabtei Niederaltaich
- Institut für Ökumenische Forschung des Lutherischen Weltbundes, Straßburg
- Ökumenisches Institut der Universität Heidelberg